# 東港鎮明德佛堂
東港鎮明德佛堂，通稱為明德佛堂或明德堂，是位於臺灣屏東縣東港鎮的齋教先天道佛堂，主祀觀世音菩薩，始建於1873年，自清代以來是東港地區唯一的齋教寺院、全臺最南端的齋堂及臺灣南部地區現存規模最大的先天教齋堂，對先天教歷史發展存在重要影響。

## 概要

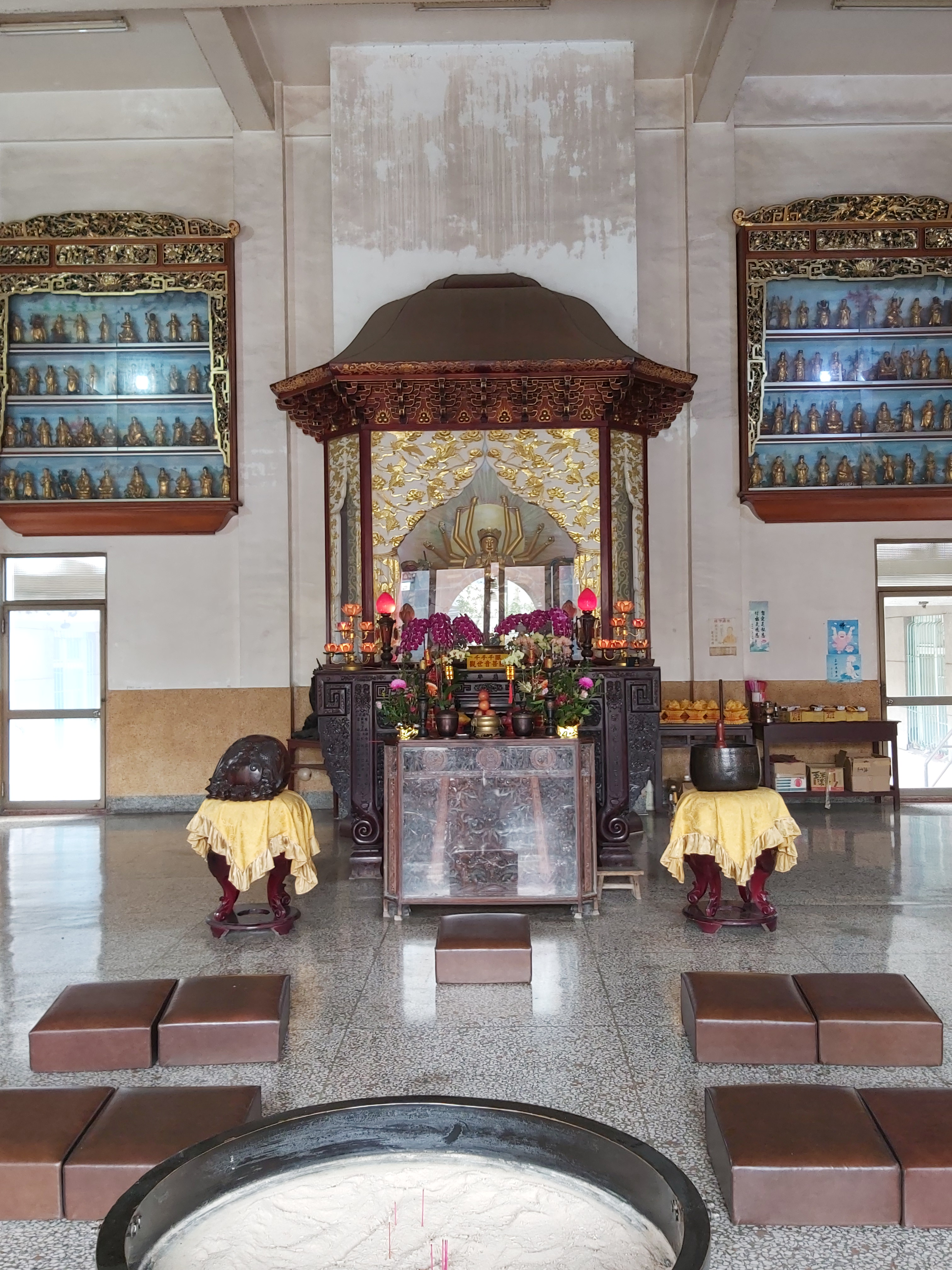
明德廳佛龕

明德佛堂隸屬於齋教先天道萬全堂系，據重修臺灣省通史及明德堂碑文記載130餘年前，一位齋禮仙佛的佚名修行者行跡至此地見地理環境特異遂於此歇腳，清同治12年（1873年）建造簡陋草堂苦修悟禪，後陸續有信眾加入，光緒19年（1893年）重修。台灣日治時期大正初期，崁頂油車庄仔八柱內陳氏家族走失一頭水牛，遍尋數日終無所獲，某夜陳家老太夫人夢見觀音佛祖與善才童子牽牛回來，隔日便有熟人通報東港菜堂多日前走來一頭水牛不願離去。陳氏聞訊趕赴觀看，證實是自家走失水牛，時經修行長者指點向佛祖焚香祈願，如水牛能牽回需發願為佛祖建造磚砌佛堂、宏揚佛法、傳經授眾。焚香禮畢，水牛鳴叫三聲自動走至堂前與陳氏歸返油車庄仔。事後陳氏感念佛祖顯靈協助，親自獻資並號召善信共襄盛舉，興建正堂暨兩廊廂房，於1917年落成，正堂命名為「明德堂」。1918年長者圓寂，各方善信推崇陳氏後人陳紡担任主持。1926年興建大雄寶殿，隔年由陳主師姑接任第二任堂主，道號「昌信」。其後，由許文通（昌勇）、楊東海（昌海）、陳花玉（昌玉）、蘇綉鸞（昌鸞）等先後接續出任堂主之務。1968年擴建堂室；1982年改建前殿。1988年，明德堂主持拜會時任東港鎮長吳水津籌組重建委員會，委任重建各項事務，1995年完竣落成。整體建築分為前、後堂，前堂為三層樓北式廟簷，一樓明德廳採挑高設計、二樓兩側為廂房、三樓為大雄寶殿；後堂為兩層樓式建築，早期為大雄寶殿，新建築完成後已遷往前堂三樓，現作為藏經文庫。

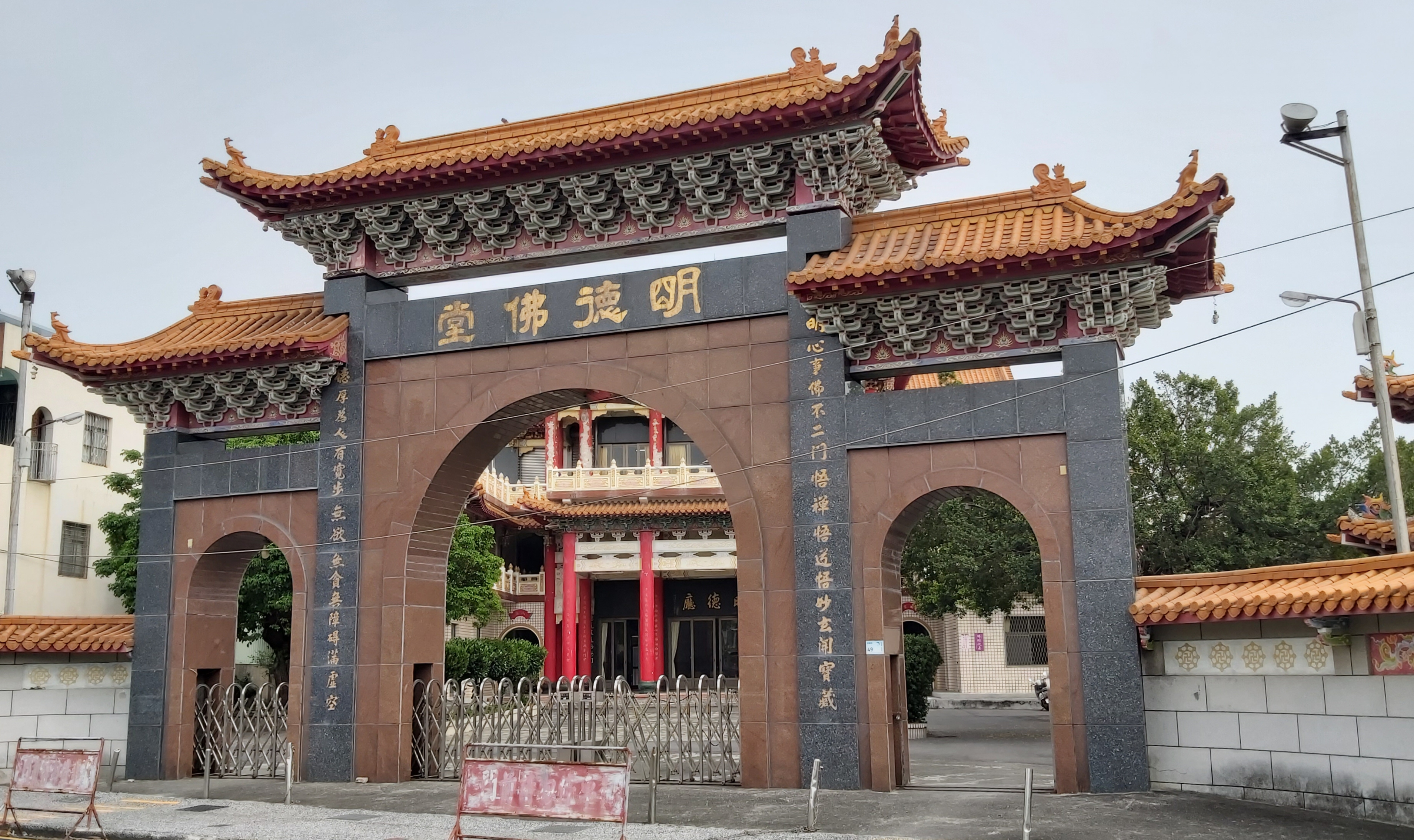
牌坊
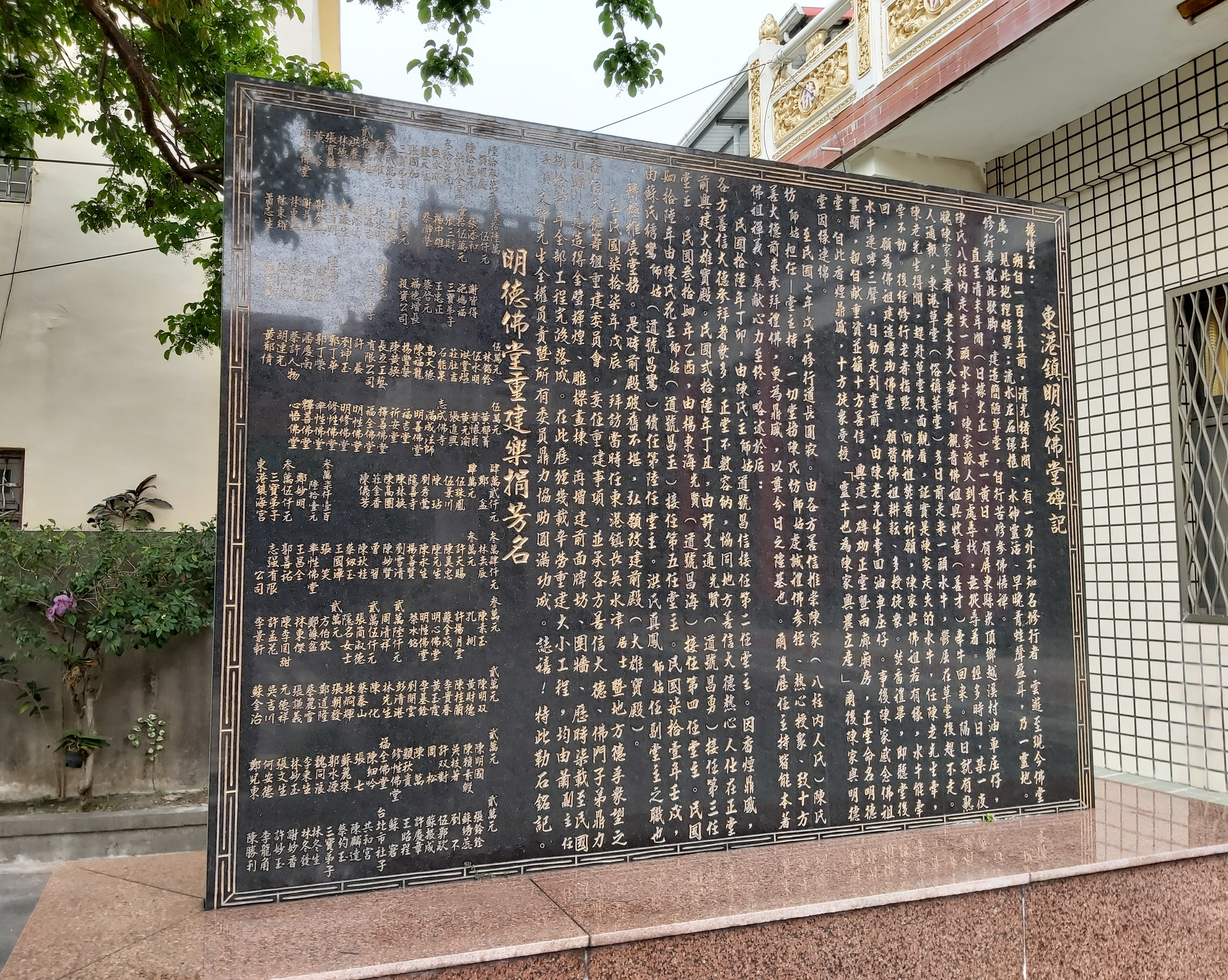
沿革碑記

## 祀神
明德廳主祀十八手觀世音菩薩，左立韋馱護法、右為伽藍護法，前側配祀魚籃觀音、關聖帝君、司命真君、十八羅漢、中壇元帥，兩旁壁龕合祀著八十八佛；大雄寶殿主祀觀音佛祖，配祀善才、龍女，前座祭祀地藏王菩薩、彌勒佛，左龕供奉文殊菩薩、右龕奉祀普賢菩薩，兩旁祀廂供奉信眾的祖先祿位。